# Rappenberg
Der Rappenberg ist ein mit der Verordnung vom 15. September 1995 durch das Regierungspräsidium Tübingen ausgewiesenes 40,12 Hektar (ha) großes Natur- und Landschaftsschutzgebiet in Baden-Württemberg, im Süden der Stadt Rottenburg am Neckar, im Osten und Norden der dort eingemeindeten Stadtteile Weiler und Dettingen im Landkreis Tübingen. Dabei entfallen rund 15,8 ha auf das unter der NSG-Nummer 4.264 aufgeführte Naturschutzgebiet Rappenberg und die verbleibenden 24,3 ha mit der LSG-Nummer 4.16.020 auf das dienende Landschaftsschutzgebiet Rappenberg. gleichzeitig befinden sich die zwei benachbarten Schutzgebiete im 2739,5 ha großen Europäischen Vogelschutzgebiet Mittlerer Rammert mit der Schutzgebietsnummer 7519401 und dem 2886,0 ha großen FFH-Gebiet Rammert mit der Schutzgebietsnummer 7519342.

## Lage
Das 500 bis 558 m hoch gelegene Schutzgebiet Rappenberg gehört noch zum Naturraum Schönbuch und Glemswald. Im Norden und Osten wird es vom unmittelbar angrenzenden Landschaftsschutzgebiet Rammert umrahmt, wobei es sich am Südhang des Keuperhöhenzuges mit Übergang zu den Oberen Gäuen befindet. Nur wenige Kilometer südlich befindet sich das Naturschutzgebiet Katzenbach-Dünnbachtal.
Bis Mitte des 18. Jahrhunderts gab es auf dem Areal eine kleinparzellige intensive Bewirtschaftung mit Wein- und Ackerbau im oberen Hangbereich, danach fand eine Umwandlung der meisten Flächen in Wiesen statt. Im unteren Hangbereich wurden hochstämmige Streuobstbäume gepflanzt, unter denen sich Orchideenreiche Halbtrockenrasen entwickelten.
Nach dem Zweiten Weltkrieg ließ die Nutzung weiter nach, sodass sich im Rahmen der natürlichen Sukzession vermehrte Verbuschung und Verschattung der Standorte ausgehend vom Waldsaum des Rammert bemerkbar machte. Eine weitere Nutzung der Salbei-Glatthaferwiesen als Pferdeweide konnte die Ausdehnung der Schlehen nicht bremsen und führte stellenweise zu einer starken Beeinträchtigung der Grasnarbe durch Trittschäden, sodass menschliche Eingriffe und eine Pflegekonzeption für den Erhalt unumgänglich wurden.

## Flora und Fauna
Die Baumwiesen bieten in ihren Baumhöhlen Lebensraum für 34 Brutvogelarten, darunter mehrere Spechtarten, Kleiber, Meisen, Rotschwanz sowie Fledermäuse und deren Beutetiere, darunter zahlreiche Tagfalter, Wildbienen und weitere Insekten. Zu den Orchideenarten gehören unter anderem mehrere Knabenkräuter, Mücken-Händelwurz, Fliegenragwurz und die Bocksriemenzunge. Ebenso wurden Vorkommen der Weißen Waldhyazinthe, der Essigrose, Raublättrigen Rose und des Wilden Wein festgestellt.

## Schutzzweck
Schutzzweck ist die Erhaltung und Pflege des kleinräumigen Mosaiks von Pflanzengesellschaften als Lebensraum zahlreicher auch selteneren Tier- und Pflanzenarten.